# 多枝赖草
多枝赖草（学名：Leymus multicaulis）为禾本科赖草属下的一个种。

## 扩展阅读
- 維基物種上的相關：多枝赖草